# Coupe Memorial 1932
Navigation
Édition précédente Édition suivante
La finale de l'édition 1932 de la Coupe Memorial se joue au Shea's Amphitheatre de Winnipeg au Manitoba. Le tournoi est disputé dans une série au meilleur de trois rencontres entre le vainqueur du Trophée George T. Richardson, remis à l'équipe championne de l'est du Canada et le vainqueur de la Coupe Abbott remis au champion de l'ouest du pays.

## Équipes participantes
- Les Cub Wolves de Sudbury de l'Association de hockey du nord de l'Ontario, en tant que vainqueurs du Trophée George T. Richardson.
- Les Monarchs de Winnipeg de la Ligue de hockey junior du Manitoba en tant que vainqueurs de la Coupe Abbott.

### Résultats
Les Cub Wolves de Sudbury remportent la Coupe en trois rencontres.
|  | Monarchs de Winnipeg | 4-3 | Cub Wolves de Sudbury |  |

|  | Cub Wolves de Sudbury | 2-1 | Monarchs de Winnipeg |  |

|  | Cub Wolves de Sudbury | 1-0 | Monarchs de Winnipeg |  |

## Effectifs
Voici la liste des joueurs des Cub Wolves de Sudbury, équipe championne du tournoi 1932 :
- Dirigeant : Max Silverman
- Entraîneur : Sam Rothschild
- Joueurs : Max Bennett, Toe Blake, Borden Caswell, Maurice Dabous, Peter Fenton, Ivan Fraser, Gordon Grant, Anthony Healy, Adelard Lafrance, Larry LaFrance, Jack McInnes, Robert McInnes, Red Porter, A.J. Powell, Don Price, Nakena Smith.